# Планетарій Арма
Планетарій Арма (англ. Armagh Planetarium) — планетарій в місті Арма в Північній Ірландії. Він розташований недалеко від центру міста та сусідньої Обсерваторії Арма на території площею приблизно 14 га, відомої як Астропарк Арма.

## Історія
Планетарій Арма був заснований сьомим директором Обсерваторії Арма доктором Еріком Мервіном Ліндсеєм, який після двадцяти п'яти років зусиль заручився фінансуванням від місцевих рад і Міністерства торгівлі Північної Ірландії в 1965 році. У тому ж році Патрік Мур був призначений директором планетарію для нагляду за його будівництвом. У 1968 році планетарій відкрився.
Відтоді планетарій зазнав кількох змін. У 1974 році головну будівлю розширили, додавши Ліндсейський зал астрономії. Створили новий купол для розміщення 40-сантиметрового телескопа-рефлектора для використання громадськістю. У 1994 році створили новий виставковий зал Eartharium (що можна приблизно перекласти як «Землярій»), присвячений наукам про Землю. У 1994 році відкрили Астропарк Арма з масштабною моделлю Сонячної системи та Всесвіту.

## Список директорів
Директори планетарію Арма:
- Патрік Мур (1965–1968)
- Томас Рекхем[2] (1968–1971)
- Теренс Муртаг (1971–1989)
- Аян Гріффін[en] (1990–1995)
- Том Мейсон (1996–2015)

Директори обсерваторії та планетарію Арма:
- Майкл Бертон[en][3] (від 2016)